# Andreas Fackh
Andreas Fackh, auch Andreas Jakob Ritter von Fack (* um 1652; † 22. Januar 1727 in Wien) war ein österreichischer Arzt, Hofmedicus und Dekan der Medizinischen Fakultät in Wien.

## Leben
Andreas Jakob Ritter von Fack studierte 1677 Medizin in Wien. Er bewarb sich zunächst vergeblich um ein Stipendium, erhielt dann aber im Jahr 1678 ein Stipendium Bittnerianum. Am 17. August 1682 erfolgte die medizinische Promotion in Padua, im September 1682 die Repetition an der Medizinischen Fakultät in Wien. Am 12. Februar 1698 bewarb er sich um eine Stelle als Hofmedicus, die er in den darauf folgenden Monaten auch erhielt. Am 2. September 1703 wurde er erster Leibmedicus des designierten spanischen Gegenkönigs Karl III., dem späteren römisch-deutschen Kaiser Karl VI., und wurde zum Ritter des Königlichen Ordens des Habitus Christi in Portugal geschlagen. Am 1. Oktober 1711 wurde er kaiserlicher Protomedicus Karls VI. und kehrte im Februar 1712 aus Spanien zurück. Ebenfalls im Jahr 1712 wurde er Dekan der Medizinischen Fakultät in Wien. Die Integration der nach Wien zurück gekehrten spanischen Hofmedici führte zu erheblichen Problemen. 1713 wurde in diesem Präzedenzstreit mit der medizinischen Fakultät ein Kompromiss ausgehandelt, an dem Fack und Pio Nicolo de Garelli beteiligt waren.

### Vorberufliche Pflege
Probleme verursachte auch die Unterbringung des mit Fackh aus Spanien zurück gekehrten nichtärztlichen und weiteren Personals. Der königliche Reitknecht Nicolas Funck wurde als Krankenwärter eingestellt, seine Frau als Krankenköchin. Diese verstarb jedoch  bald darauf. Der Oberhofmeister argumentierte, dass Funck ein alter Mann sei, der zum Dienen nicht mehr in der Lage sei. Auch habe es nie einen männlichen Krankenpfleger gegeben und man könne mit Funck in dieser Position nichts anfangen. So erhielt Funck schließlich eine jährliche Pension. Ab Juli 1713 wurde Catharina Elisabeth Seelin († 1727 an einer unheilbaren „Kontraktur“) offiziell als Frauenzimmer-Krankenwärterin eingestellt. In dieser Zeit ging man auch dazu über, Edelknaben und Hofdamen mit Blattern und anderen ansteckenden Krankheiten gesondert unterzubringen und gesondert zu pflegen, was den Einsatz von zusätzlichem Pflegepersonal nötig machte. Auch dieses Personal verlangte eine Besoldung. Der Beginn der beruflichen Pflege in Österreich, der allgemein im Jahr 1784 mit Gründung des Wiener allgemeinen Krankenhauses (AKH) angesetzt wird, hatte in der Zeit von Andreas Fackh und Catharina Elisabeth Seelin sein Vorläuferstadium.

### Leopoldina
Am 25. September 1714 wurde Andreas Fackh mit dem Beinamen DEMETRIUS I. als Mitglied (Matrikel-Nr. 310) in die Kaiserlich Leopoldinisch-Carolinische Akademie der Naturforscher aufgenommen, nachdem er sich zuvor als Gelehrter einen Namen gemacht hatte. Fackh publizierte im Jahr 1717 acht Fallbeschreibungen in den „Ephemeriden.“ 1725 wurde er Senior der Medizinischen Fakultät in Wien. Am 2. September 1725 wurde Fack Superintendent des Stipendium Emericanum. Fackh baute zudem eine umfangreiche Bibliothek auf. Nach Facks Tod im Jahr 1727 übernahm Giovanni Battista de Garelli, der Vater von Pio Nicolò de Garelli, das Amt des Protomedicus.

### Familie
Andreas Jakob Ritter von Fack heiratete am 23. April 1703 Anna Maria, geb. Schleubin (auch Släby, Slaby). In zweiter Ehe heiratete er Maria Anna geb. Michlin, die am 31. Mai 1726 verstarb. Aus dieser Ehe gingen zwei Kinder hervor, der Sohn Edmund (* 1717) und die Tochter Maria Anna (* 1715).

## Publikationen
- Andreas Fack, Ihr. Kays. Maj. Rath und ältester Leib=Medicus: die letzt überschickte rahre Blumen sind mir zu recht eingehändiget worden ..., in: Johann Christian Lehmanns vollkommener Blumen=Garten im Winter, Leipzig in der Großischen Handlung 1750, d. 30. Januar 1717, S. 66.
- Ephemeriden I 7 I 7: hier: De Insectis: Cent. V+VI, obs. 73; hier: De Aneurismate: Cent. V+VI, obs. 74; hier: De Colica: Cent V+VI, obs. 75; hier: De Hydrope: Cent V+VI, obs 76; hier: De Calculis: Cent V+VI, obs 77; hier: De Febribus Malignis: Cent. V+VI, obs. 78; hier: De Ichoroso Haemorrhoidum Fluxu: Cent. V+VI, obs 79.